# Spirit Lake (Yukon)
Der Spirit Lake ist ein kleiner See im südlichen Teil des kanadischen Territoriums Yukon.

## Lage
Der See liegt etwa 70 Kilometer südlich von der Stadt Whitehorse nahe den Orten Lansdowne und Carcross. Das Gewässer befindet sich direkt neben dem Klondike Highway. Die kraterartigen Mulden im See rühren vom Rückzug der Gletscher aus diesem Gebiet vor mehreren tausend Jahren.